# W. J. T. Mitchell
William John Thomas Mitchell (* 1942) ist ein US-amerikanischer Kunsthistoriker. Er ist Professor für Englisch und Kunstgeschichte an der University of Chicago.
Mitchell gilt international als einer der richtungsweisenden Vertreter der Bildtheorie, wobei besonders seine Monographien Iconology (1986) und Picture Theory (1994) zu nennen sind. Von 1978 bis 2020 war er Herausgeber der Zeitschrift Critical Inquiry. Mitchell ist zudem Mitarbeiter der Zeitschrift October.
2004/2005 war Mitchell Fellow am Wissenschaftskolleg zu Berlin. 2008 erschienen erstmals zwei Bücher von Mitchell auf Deutsch. 2014 wurde er in die American Philosophical Society gewählt, 2017 in die American Academy of Arts and Sciences.

## Schriften

### Englische Ausgaben
- Cloning Terror. The War of Images. 9/11 to the Present. University of Chicago Press, Chicago, Illinois, USA 2011, ISBN 978-0-226-53260-8.
- What do Pictures Want? the Lives and Loves of Images. University of Chicago Press, Chicago, IL 2005. Rezension
- The Last Dinosaur Book: The Life and Times of a Cultural Icon. University of Chicago Press, Chicago, IL 1998.
- Picture Theory: Essays on Verbal and Visual Representation. University of Chicago Press, Chicago 1994.
- Iconology: Image, Text, Ideology. University of Chicago Press, Chicago 1986.
- Against Theory: Literary Studies and the New Pragmatism. University of Chicago Press, Chicago 1985.
- The Politics of Interpretation. University of Chicago Press, Chicago 1983.
- On Narrative. University of Chicago Press, Chicago 1981. Rezension
- The Language of Images. University of Chicago Press, Chicago 1980.
- Blake's Composite Art: A Study of the Illuminated Poetry. Princeton UP, Princeton 1978.
- Cary Wolfe, W. J. T. Mitchell. Animal Rites: American Culture, the Discourse of Species and Posthumanist Theory. University of Chicago Press, Chicago, IL 2003, ISBN 0-226-90513-6.

### Deutsche Ausgaben
- Das Klonen und der Terror. Der Krieg der Bilder seit 9/11. übersetzt von Michael Bischoff. Suhrkamp, Berlin 2011, ISBN 978-3-518-58569-6.
- Bildtheorie. Suhrkamp, Frankfurt am Main 2008, ISBN 978-3-518-58494-1.
- Das Leben der Bilder. Eine Theorie der visuellen Kultur. Mit einem Vorwort von Hans Belting. Beck, München 2008, ISBN 978-3-406-57359-0.